# Coras taugynus
Coras taugynus är en spindelart som beskrevs av Chamberlin 1925. Coras taugynus ingår i släktet Coras och familjen mörkerspindlar. Inga underarter finns listade i Catalogue of Life.